# توشیمارو یوشیدا

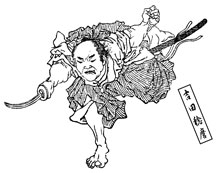

یوشیدا توشیمارو (به ژاپنی: 吉田 稔麿 よしだ としまろ)، او در پایان دوره ادو (پایان شوگون‌سالاری توکوگاوا) از فعالان قلمرو چوشو بود. نام او ایتارو بود و بعداً نام خود را به توشیمارو تغییر داد.
او به عنوان یکی از سه شاگرد بزرگ شوین به همراه کوساکا گنزوی و تاکاسوگی شینساکو شناخته می‌شود و همچنین به عنوان یکی از چهار شاگرد بزرگ شوین به همراه ایری کیویچی شناخته می‌شود.